# Mastiff (Schiff, 1797)
Die Mastiff, auch HMS Mastiff, war eine britische 12-Kanonen-Brigg. Das Schiff lief im März 1797 vom Stapel und wurde im Mai 1797 in Dienst gestellt. 
Am 5. Januar 1800 auf dem Weg von Yarmouth nach Leith lief die Mastiff bei starkem Nebel auf eine Sandbank und sank. Beherzte Fischer kamen mit ihren Booten und retteten den Kommandanten, Lieutenant James Watson, und die meisten seiner 45-köpfigen Mannschaft; acht Seeleute starben. Die Fischer wurden für ihren mutigen Einsatz geehrt.

## Kommandanten
- Lieutenant Commander John Black, 1797
- Lieutenant James Watson, 1800